# Девіс (округ, Айова)
Шаблон:StateAbbr_ 40°44′40″ пн. ш. 92°24′48″ зх. д. / 40.744444444444° пн. ш. 92.413333333333° зх. д.
Округ  Девіс (англ. Davis County) — округ (графство) у штаті  Айова, США. Ідентифікатор округу 19051.

## Історія
Округ утворений 1843 року.

## Демографія
За даними перепису 
2000 року 
загальне населення округу становило 8541 осіб, усе сільське.
Серед мешканців округу чоловіків було 4226, а жінок — 4315. В окрузі було 3207 домогосподарств, 2286 родин, які мешкали в 3530 будинках.
Середній розмір родини становив 3,13.
Віковий розподіл населення поданий у таблиці:
| Стать    | До 15 років | 15-21 | 22-29 | 30-39 | 40-49 | 50-65 | 65-85 | Понад 85 |
| -------- | ----------- | ----- | ----- | ----- | ----- | ----- | ----- | -------- |
| Чоловіки | 982         | 418   | 341   | 559   | 638   | 686   | 527   | 75       |
| Жінки    | 912         | 393   | 319   | 522   | 617   | 668   | 691   | 193      |

## Суміжні округи
- Вапелло — північ
- Джефферсон — північний схід
- Ван-Б'юрен — схід
- Скотланд, Міссурі — південний схід
- Скайлер, Міссурі — південний захід
- Аппанус — захід
- Монро — північний захід

## Виноски
1. ↑  U.S. Decennial Census. United States Census Bureau. Архів оригіналу за 26 квітня 2015. Процитовано 16 липня 2014.
2. ↑  Historical Census Browser. University of Virginia Library. Архів оригіналу за 16 серпня 2012. Процитовано 16 липня 2014.
3. ↑  Population of Counties by Decennial Census: 1900 to 1990. United States Census Bureau. Архів оригіналу за 22 квітня 2014. Процитовано 16 липня 2014.
4. ↑  Census 2000 PHC-T-4. Ranking Tables for Counties: 1990 and 2000 (PDF). United States Census Bureau. Архів оригіналу (PDF) за 18 грудня 2014. Процитовано 16 липня 2014.
5. ↑  State & County QuickFacts. United States Census Bureau. Архів оригіналу за 7 червня 2011. Процитовано 16 липня 2014.(англ.) Наведено за англійською вікіпедією.
6. ↑  American FactFinder. Бюро перепису населення США. Архів оригіналу за 21 травня 2008. Процитовано 31 січня 2008.

| США | Це незавершена стаття з географії США. Ви можете допомогти проєкту, виправивши або дописавши її. |